# Коротковусі двокрилі
Коротковусі (Brachycera) — комахи, підряд ряду двокрилих, характерною рисою для якого є укорочені вусики. Величезний підряд, що складається з приблизно 120 родин. Види коротковусих двокрилих можуть відрізнятися поведінкою; деякі з них — хижаки, деякі — стерв'ятники (детритофаги).
Серед відомих представників підряду — бренівки, гедзі (зокрема ґедзь бичачий, Tabanus bovinus).

## Класифікація
Структура підгруп в межах Brachycera — джерело багатьох дискусій; багато з назв, використаних історично (наприклад Orthorrhapha), не були використані протягом десятиліть, але все ще зберігаються в підручниках, контрольних списках, каталогах і інших джерелах. Найостанніші класифікації більше не користуються розрядами Лінеєвської таксономії і це створює додаткові проблеми.
Серед відомих родин:
- Бренівкові (Bombyliidae)
- Гедзеві (Tabanidae)

Серед вимерлих родин:
- Zhangsolvidae